# SsangYong Rexton
O  Rexton  é um utilitário esportivo de porte médio da SsangYong. É um veículo utilitário baseado no último Mercedes-Benz Classe M-liberada na Coreia com a SsangYong Motor Company no final de 2001. A demanda por esse veículo, na Coreia, foi grande, disponíveis em todo o mundo. Ele pode ser configurado para sete pessoas sem bagagem, ou cinco lugares mais bagagem.
O carro estava disponível com três motores: um 2,7 litros 162 hp, um 2,9 litros diesel e um 3,2 litros 217 hp, motor a gasolina, todos os fabricados sob licença da Mercedes-Benz. Atualmente esta disponível com três motores. Dois motores diesel (184 e 165 cv) 5 cilindros turbo diesel intercooler e 6 cilindros gasolina.
Em 2006, o modelo recebeu mudanças no estilo, junto com mais conforto e conveniência, e foi renomeado como o novo Rexton II.

## Galeria
- Primeira geração (2001-2007)
- Segunda geração (2017-presente)